# Fædre og mødre
Fædre og mødre er en dansk komedie fra 2022, instrueret af Paprika Steen.

## Handling
Ægteparret Piv og Ulriks datter er startet i en ny skole. Derfor prøver parret, at komme med i forældregruppen. Det er en gruppe fyldt med intriger, dominerende personligheder og mange traditioner. Oveni alt det nye skal de nu på årets famøse og stærkt populære hyttetur.

## Medvirkende
- Katrine Greis-Rosenthal -	Piv
- Jacob Lohmann - Ulrik
- Amanda Collin - Julie
- Nikolaj Lie Kaas - Tommy
- Lars Brygmann - Adrian
- Rasmus Bjerg -	Per
- Lise Baastrup - Wencke
- Carsten Bjørnlund - Thorbjørn
- Line Kruse Bettina
- Mikael Birkkjær - Jewer
- Martin Greis - Frederik
- Merete Mærkedahl - Lis
- Maria Rossing - Rikke
- Lisa Loven Kongsli - Moa-Britt
- Filippa Suenson - Nanna
- Peter Zandersen - Thomas
- Ida Skelbæk-Knudsen - Hannah
- Marcus Holm Jensen - Anton
- August Baumbach - Bertil
- Maja Zejcirovic - Anna